# Старкова-Гута
Старкова-Гута (пол. Starkowa Huta, нім. Starkhütte) — село в Польщі, у гміні Сомоніно Картузького повіту Поморського воєводства.
Населення — 331 особа (2011).
У 1975-1998 роках село належало до Гданського воєводства.

## Демографія
Демографічна структура станом на 31 березня 2011 року:
|          | Загалом | Допрацездатний вік | Працездатний вік | Постпрацездатний вік |
| -------- | ------- | ------------------ | ---------------- | -------------------- |
| Чоловіки | 191     | 56                 | 128              | 7                    |
| Жінки    | 140     | 39                 | 82               | 19                   |
| Разом    | 331     | 95                 | 210              | 26                   |